# Benaoján
Benaoján és un poble de la província de Màlaga (Andalusia), que pertany a la comarca de la Serranía de Ronda. Està situat dins el Parc Natural de Grazalema.
Accidentat per les serralades de Líbar i Montalate i drenat pel riu Guadiaro, destaquen els seus alzinars i pastures, cultius de secà mediterranis i ramaderia ovina. En la seva gastronomia destaquen les chacinas i altres productes derivats del porc així com els fruits secs (principalment ametlles). En el seu terme municipal es troba la Cova de la Pileta, i amb importants pintures rupestres del Paleolític.